# Enrique Figuerola
Enrique Figuerola Camue (Santiago de Cuba, 15 juli 1938) is een voormalige atleet uit Cuba, die zich had toegelegd op de sprint. Hij nam driemaal deel aan de Olympische Spelen en veroverde bij die gelegenheden twee zilveren medailles.

## Loopbaan

### OS 1960
Figuerola deed op internationaal niveau voor de eerste maal van zich spreken op de Olympische Spelen van 1960 in Rome. In de 100 meterfinale, welke werd gewonnen door de fameuze Duitser Armin Hary, die met zijn overwinning de Amerikaanse suprematie op de olympische sprint sinds 1932 doorbrak, hield ook Figuerola een tweetal Amerikanen achter zich, maar viel desondanks met zijn vierde plaats in 10,3 s net buiten de medailles.

### OS 1964
Vier jaar later deed hij het in op de Olympische Spelen in Tokio beter. Terwijl Bob Hayes, die eerder in de halve finale de 100 m met forse wind mee (5.3 m/s) in 9,91 had afgelegd, naar het goud snelde in 10,0, waarmee hij het wereldrecord van Hary uit 1960 evenaarde, werd Enrique Figuerola achter de Amerikaan tweede in 10,2. Op het erepodium konden de toeschouwers ten slotte getuige zijn van een zeldzame handdruk, de eerste na jaren, van een Amerikaan aan een Cubaan.

### Wereldrecord en OS 1968
Enkele jaren later was het de beurt aan Figuerola om het wereldrecord op de 100 m te evenaren. Op 17 juni 1967 liep hij in het Nepstadion in Boedapest naar 10,0. Uiteindelijk zou de 10-secondengrens een jaar later officieel worden doorbroken door de Amerikaan Jim Hines, die op de Olympische Spelen in Mexico de 100 m won in 9,9, later elektronisch bijgesteld naar 9,95. Ook op deze Olympische Spelen was Figuerola van de partij, maar op de individuele 100 m strandde hij dit keer in de halve finale. Op de 4 x 100 m estafette daarentegen revancheerde hij zich, want samen met zijn landgenoten Hermes Ramirez, Juan Morales en Pablo Montes liep hij achter de Amerikaanse ploeg, die in deze race het wereldrecord op 38,2 stelde, naar een tijd van 38,3, eveneens dik onder het oude wereldrecord van 39,0. Het was zijn laatste grote wapenfeit.

### Titels
- Universitair kampioen 100 m - 1961, 1963
- Pan-Amerikaans kampioen 100 m – 1963
- Centraal-Amerikaans en Caribisch kampioen 100 m - 1966

```
*Engels AAA-kampioen 100 
yd
 – 1964, 1965
```

- Cubaans kampioen 100 m – 1958, 1959, 1960, 1961, 1962, 1963, 1964, 1967

## Persoonlijk record
| Onderdeel | Prestatie | Datum        | Plaats    |
| --------- | --------- | ------------ | --------- |
| 100 m     | 10,0 s    | 17 juni 1967 | Boedapest |

## Palmares

### 100 yd
- 1964:  Engelse AAA-kamp. – 9,4 s
- 1965:  Engelse AAA-kamp. – 9,64 s

### 100 m
- 1959:  Pan-Amerikaanse Spelen - 10,5 s (w)
- 1960: 4e OS – 10,3 s
- 1961:  Universiade – 10,38 s
- 1963:  Pan-Amerikaanse Spelen – 10,46 s
- 1963:  Universiade – 10,34 s
- 1964:  OS – 10,2 s
- 1966:  Centraal-Amerikaanse en Caribische Spelen
- 1968: 5e in ½ fin. OS – 10,2 s

### 4 x 100 m
- 1968:  OS – 38,3 s

- Gemeinsame Normdatei: 1233232649
- International Standard Name Identifier: 0000 0000 4445 1250
- Library of Congress Control Number: no2005060271
- Virtual International Authority File: 61279595
- WorldCat: E39PBJxrXM96k9cMjhB4y8VjYP